# Мон де Ка (бира)
Мон де Ка (на френски: Mont des Cats) е трапистка бира, произведена и бутилирана в пивоварната на абатство „Notre-Dame de Scourmont“ в Шиме (Белгия), от името на абатство „Sainte Marie du Mont des Cats“ (Франция).

## История
Пивоварната на френското абатство „Mont des Cats“ е създадена през 1848 г. Първоначално бира се прави за лична употреба от монасите. Бирата е тъмна и силна, скоро е оценена и от посетителите на абатството и започва да се предлага на пазара.
През 1896 г. e взето решение да се модернизира индустриалния сектор на абатството. Малката пивоварна е основно реконструирана. Капацитетът на пивоварната става сто хектолитра и бирата се продава за цена от 25 френски франка на хектолитър. Трапистката бирена рецепта в съчетание с модерната пивоварна донасят слава на производството на абатството. Отец Eugène Arnoult свидетелства в книгата си през 1898 г.: "Търговията на трапистите с бира се простира далеч, в големите градове на Северна Франция, в Париж и в цяла Франция. Техният продукт, под името „bière fine“ се ползва с добре заслужена репутация: нейният светъл цвят, лекота и ароматен хмел я правят достоен съперник на известния „Pale Ale“.
През 1900 г. в абатството работят седемдесет трапистки монаси. Заедно с тях се трудят още петдесет светски работници, които ги подпомагат в ежедневната работа в пивоварната, производството на сирене и абатската ферма.
Производството на бира в абатството спира през 1905 г. след издаването на указ за експулсиране на чуждите монаси от Франция. Голяма част от монасите са чужденци и емигрират в Белгия. През април 1918 г., по време на Първата световна война, следва нов удар – абатството и пивоварната са напълно разрушени при бомбардировки от германските войски. По-късно абатството е възстановено, но не и разрушената пивоварна. 
163 години след първата си произведена бира абатството се връща към пивоварната традиция. На 16 юни 2011 г. френското абатство започва продажба на собствена марка бира „Mont des Cats“.
Това е осмата в света трапистка бира и във Франция се надяват скоро тя да носи логото „Автентичен трапистки продукт“ (Authentic Trappist Product), правото на използване на което се предоставя от „Международната трапистка асоциация“ (International Trappist Association), но само при при условие, че бирата е произведена в рамките на стените на съответното абатство.
Абатството обаче няма собствена пивоварна и за момента не планира изграждането на такава поради големите разходи и липсата на майстори пивовари сред самите монаси. Не се изключва обаче в бъдеще манастирската пивоварна, разрушена през 1918 г. да бъде възстановена.
Понастоящем трапистката бира „Mont des Cats“ се произвежда в абатството „Notre-Dame de Scourmont“ в Белгия, което е производител и на бирите „Chimay“. Двете трапистки абатства имат дългогодишни отношения в рамките на Ордена на цистерцианците на строгото спазване. Това уникално сътрудничество е в традицията на Хартата на милосърдието, основоположен документ за траписткия орден.
През 2012 г. бирата „Engelszell“ на австрийското абатство „Stift Engelszell“ получи правото да носи логото „Автентичен трапистки продукт“.
Коя ще бъде деветата трапистка бира с логото „Автентичен трапистки продукт“ все още е неизвестно. Междувременно през 2011 г. и холандското абатство „Zundert“ обяви плановете си да открие собствена пивоварна в абатството. Амбициите са първата им бира да бъде произведена в края на 2012 г.

## Характеристика
„Mont des Cats“ има красив кехлибарено-златист цвят, резултат от фино съчетание на тъмен малц от най-добрия френски ечемик. Бирата е блестящо прозрачна или леко мътна в зависимост от количеството мая в долната част на бутилката от втората ферментация. Отличава се с балансиран сладко-горчив вкус, с фин привкус на карамел от тъмния малц и богат аромат на хмел и плодове, с леки нотки на цветя и цитрусови плодове. Алкохолното съдържание е 7,6 %. 